# Quassolo
Quassolo (Coasseul d'Ivrèja in piemontese, per distinguerlo da Coasseul d'Ast e da Coasseul ëd Turin, Quazüal in töitschu) è un comune italiano di 334 abitanti della città metropolitana di Torino in Piemonte, situato nel Canavese settentrionale.

## Geografia fisica
Il paese di Quassolo si sviluppa ai piedi del Monte Cavallaria delimitato a est dalla Dora Baltea e ad ovest dalle ripide pendici del monte. Il centro si sviluppa arrampicandosi su un piccolo contrafforte roccioso dove sulla sommità sorge il castello duecentesco.
 A nord ovest dell'abitato sorge la piccola frazione di Praja, un gruppo di baite situato sui 700 metri s.l.m. Qui il Rio Piovano fa da confine naturale con Tavagnasco mentre a sud ovest il territorio diventa pianeggiante andando a confinare con Bajo dora. 
Quassolo si trova sulla riva destra della Dora Baltea posto al centro della valle omonima. Il territorio comunale va dai 251 metri ai 1135 metri, andando a confinare con Brosso.

## Storia
Da Quassolo, in epoca romana, passava la via delle Gallie, strada romana consolare fatta costruire da Augusto per collegare la Pianura Padana con la Gallia.
Dal 3/02/1929 al 24/08/1954 Quassolo divenne una frazione sotto la municipalità di Borgofranco, ritornando successivamente ad essere comune autonomo.

## Monumenti e luoghi d'interesse
- Chiesa parrocchiale dell'Assunta

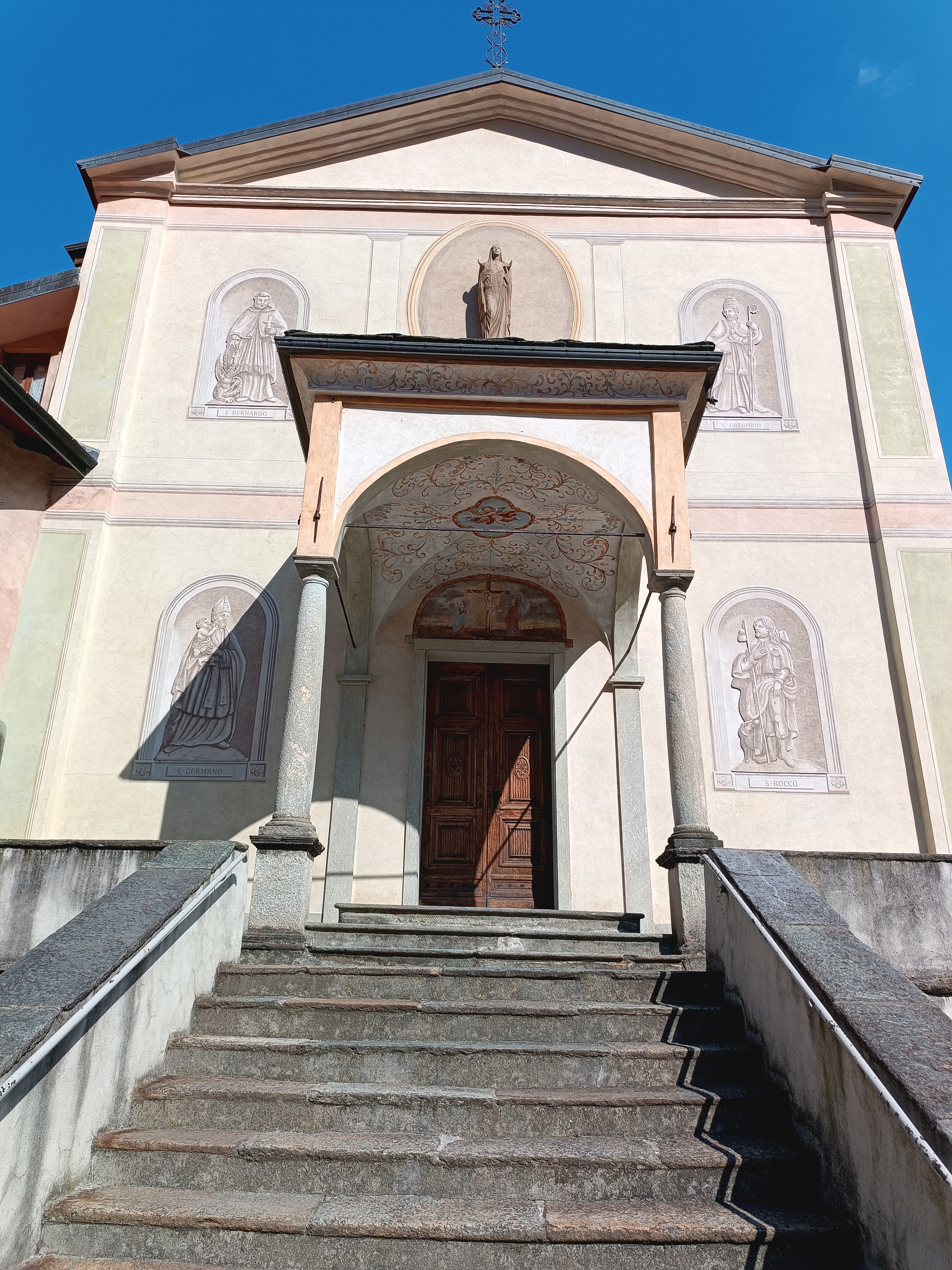
Chiesa Parrocchiale dell'Assunta

- Castello medioevale, risalente al Duecento, in posizione panoramica (privato e non visitabile)
- Chiesa di San Bernardo, anch'essa medioevale, ma ricostruita nel XVIII secolo[5]

## Società

### Evoluzione demografica
Abitanti censiti

## Amministrazione
Di seguito è presentata una tabella relativa alle amministrazioni che si sono succedute in questo comune.
| Periodo        | Periodo        | Primo cittadino       | Partito                                        | Carica  | Note  |
| -------------- | -------------- | --------------------- | ---------------------------------------------- | ------- | ----- |
| 1º luglio 1985 | 24 maggio 1990 | Bruno Gianotto        | Partito Comunista Italiano                     | Sindaco | [ 7 ] |
| 24 maggio 1990 | 24 aprile 1995 | Bruno Gianotto        | Partito Comunista Italiano                     | Sindaco | [ 7 ] |
| 5 maggio 1995  | 14 giugno 1999 | Ercole Pietro Giugler | -                                              | Sindaco | [ 7 ] |
| 14 giugno 1999 | 14 giugno 2004 | Ercole Pietro Giugler | lista civica                                   | Sindaco | [ 7 ] |
| 14 giugno 2004 | 8 giugno 2009  | Elena Irma Parisio    | lista civica                                   | Sindaco | [ 7 ] |
| 8 giugno 2009  | 26 maggio 2014 | Elena Irma Parisio    | lista civica                                   | Sindaco | [ 7 ] |
| 26 maggio 2014 | 27 maggio 2019 | Elena Irma Parisio    | lista civica Torre e arco del castello         | Sindaco | [ 7 ] |
| 27 maggio 2019 | in carica      | Agostino Blanc        | lista civica Indipendenti insieme per Quassolo | Sindaco | [ 7 ] |

### Altre informazioni amministrative
Il comune faceva parte della Comunità montana Val Chiusella, Valle Sacra e Dora Baltea Canavesana.